# Julio César Costemalle
Julio César Costemalle (Montevideo, 3 maggio 1914 – ...) è stato un pallanuotista uruguaiano che ha partecipato alle Olimpiadi estive del 1936 e del 1948.
Ha anche gareggiato con la squadra uruguaiana ai Giochi Panamericani del 1951 disputatisi a Buenos Aires. Lì ha iniziato a nuotare.